# Râul Mălâncrav
Râul Mălâncrav este un curs de apă, afluent al râului Laslea. 

## Hărți
- Harta județului Sibiu